# Gymnopilus radicicola
Gymnopilus radicicola là một loài nấm thuộc họ Cortinariaceae.